# Evkrit
Evkrit je vrsta hondritnih meteoritov iz skupine HED meteoritov.

Izvirajo iz asteroida 4 Vesta. Doslej je znanih samo 100 primerkov te vrste meteoritov. Vsebujejo bazalt iz skorje asteroida Vesta. V glavnem so zgrajeni iz piroksena z malo kalcija, pigeonita in anortita.

Ime izvira iz grške besede, ki pomeni »lahko razlikovano«.